# Tamão
Hong Kong Português (em chinês:  葡屬香港) ou Tamão (em chinês:  屯門) foi um posto de comércio estabelecido pelo Império Português em 1514-1521 numa ilha parte do atual território de Hong Kong. A região foi inicialmente incorporada no Império Chinês, durante a Dinastia Qin, e serviu como porto nas dinastias Tang e Song. O primeiro visitante europeu de que há registo foi o português Jorge Álvares. Jorge Álvares estabeleceu um porto de comércio em Hong Kong em 1514. A colónia foi mais tarde reocupada pela Dinastia Ming, após oito anos, quando a Marinha Portuguesa foi derrotada na Batalha de Tamão.
Jorge Álvares, em Tamão, terá levantado o primeiro Padrão Português na China; junto a esse Padrão sepultou em 1514 o seu filho. A 8 de Julho de 1521, o seu próprio corpo foi ali reunir-se às cinzas desse jovem, falecido seis anos antes do pai.